# 関口知宏のヨーロッパ鉄道の旅
関口知宏のヨーロッパ鉄道の旅（せきぐちともひろのよーろっぱてつどうのたび）は、NHK BSプレミアムで放送された紀行番組のシリーズである。

## 概要
- 「関口知宏の中国鉄道大紀行 〜最長片道ルート36000kmをゆく〜」以来8年ぶりに放送される、関口知宏による長期の鉄道旅行番組シリーズ。また、関口のヨーロッパでの鉄道旅行番組は2006年「関口知宏が行くヨーロッパ鉄道の旅」以来9年ぶりとなる。
- 2015年度から16年度にかけて10カ国・特番全13回を放送、約2万キロを走破した。ヨーロッパ各国の鉄道を1カ国につき主に10日間の行程で走破し、長期間に渡る国は10日毎に分けた複数回放送となる。初回放送となる90分枠での「特集番組」（以下・特集版）と、特集版での未公開シーンを含む各日毎の様子を15分枠で取り上げる「日めくり版」に分けての構成で放送された。

## 放送時間
- 特集版：土曜 19:30 - 21:00ほか（放送リストの「特集版放送時間」を参照）
- 日めくり版：月曜 - 金曜 7:45 - 8:00(再放送：同日11:30 - 11:45、プレミアムカフェの放送時間によって変動有り)

## 放送リスト
特筆が無い場合はBSプレミアムでの放送。
|    | 副題                                                  | 特集版放送日   | 特集版放送時間           | 特集版語り | 日めくり版放送日                     | 日めくり版語り |
| -- | ----------------------------------------------------- | -------------- | ------------------------ | ---------- | ------------------------------------ | -------------- |
| 1  | オランダ                                              | 2015年 8月29日 | 19:30 - 21:00            | 津島亜由子 | 2016年 1月4日 - 15日                 | 丹羽麻衣子     |
| 2  | ベルギー                                              | 9月5日         | 19:30 - 21:00            | 津島亜由子 | 1月18日 - 29日                       | 丹羽麻衣子     |
| 3  | オーストリア                                          | 2016年 2月6日  | 19:30 - 21:00            | 松村正代   | 2月26日 - 3月4日                     | 松村正代       |
| 4  | チェコ                                                | 2月13日        | 19:30 - 21:00            | 松村正代   | 3月7日 - 18日                        | 松村正代       |
| 5  | イタリア 第1回                                        | 5月21日        | 19:00 - 20:30            | 津島亜由子 | 7月25日 - 8月5日                     | 津島亜由子     |
| 6  | イタリア 第2回                                        | 6月11日        | 19:30 - 21:00            | 津島亜由子 | 8月8日 - 19日                        | 津島亜由子     |
| 7  | イタリア 第3回                                        | 7月23日        | 19:30 - 21:00            | 津島亜由子 | 8月22日 - 9月2日                     | 津島亜由子     |
| 8  | ハンガリー                                            | 9月10日        | 19:30 - 21:00            | 寺門亜衣子 | 12月26日 - 28日 2017年 1月5日 - 13日 | 寺門亜衣子     |
| 9  | クロアチア                                            | 10月15日       | 19:00 - 20:30            | 片山千恵子 | 1月16日 - 27日                       | 片山千恵子     |
| 10 | スウェーデン                                          | 11月26日       | 19:30 - 21:00            | 池田伸子   | 1月30日 - 2月10日                    | 池田伸子       |
| -  | ヨーロッパ鉄道の旅 関口知宏が行くオーストリア・チェコ | 12月30日       | 総合テレビ 21:00 - 22:30 |            | -                                    |                |
| 11 | ポルトガル                                            | 2017年 1月2日  | 19:30 - 21:00            | 牛田茉友   | 2月13日 - 24日                       | 牛田茉友       |
| 12 | イギリス編 第1回                                      | 1月21日        | 21:15 - 22:45            | 秀島史香   | 2月27日 - 3月10日                    | 津島亜由子     |
| 13 | イギリス編 第2回                                      | 2月18日        | 21:00 - 22:30            | 秀島史香   | 3月13日 - 24日                       | 津島亜由子     |
| 14 | 総集編 かけがえのない“出会い”を求めて                 | 3月25日        | 20:00 - 22:00            | 武内陶子   | -                                    |                |

## DVD
NHKエンタープライズより発売。
単巻
- オランダ編（NSDX-21857）2016年9月23日発売
- ベルギー編（NSDX-21858）2016年9月23日発売
- オーストリア編（NSDX-21859）2016年9月23日発売
- チェコ編（NSDX-21860）2016年9月23日発売
- イタリア編 第1回（NSDS-22427） 2017年7月21日
- イタリア編 第2回（NSDS-22428） 2017年7月21日
- イタリア編 第3回（NSDS-22429） 2017年7月21日
- ハンガリー編（NSDS-22431） 2017年8月25日発売
- クロアチア編（NSDS-22432） 2017年8月25日発売
- スウェーデン編（NSDS-22433） 2017年8月25日発売
- ポルトガル編（NSDS-22434） 2017年8月25日発売
- イギリス編 第1回（NSDS-22436） 2017年9月22日発売
- イギリス編 第2回（NSDS-22437） 2017年9月22日発売

DVD-BOX
- オランダ ベルギー オーストリア チェコDVD-BOX（NSDX-21861）2016年9月23日発売
- イタリアDVD-BOX（NSDX-22430） 2017年7月21日発売
- ハンガリー クロアチア スウェーデン ポルトガルDVD-BOX（NSDS-22435） 2017年8月25日発売
- イギリスDVD-BOX（NSDS-22438） 2017年9月22日発売

## 書籍
徳間書店より、「関口知宏のヨーロッパ鉄道大紀行」のシリーズ名で発売。
1. オランダ、ベルギー、オーストリア、チェコの40日間（2016年9月27日発売）ISBN 978-4198642549
2. イタリアをめぐる旅～ローマ、ミラノ、ナポリをゆく～（2017年3月25日発売）ISBN 978-4198643652
3. ハンガリー、クロアチア、スウェーデン、ポルトガルを過ごした40日間（2017年10月31日発売）ISBN 978-4198644796
4. 鉄道発祥の国・イギリスをゆく～イーストロンドンからグラスゴーまで～（2019年9月20日発売）ISBN 978-4198645694